# Кореляков, Алексей Николаевич
Алексей Николаевич Кореляков (27 марта 1926, дер. Громово, Череповецкая губерния — 18 июня 1950, Ленинград) — стрелок мотострелкового батальона 172-й танковой бригады 2-го Дальневосточного фронта, красноармеец. Герой Советского Союза (1945).

## Биография
Родился 27 марта 1926 года в деревне Громово Залеской волости Устюженского района Череповецкой губернии.
Отец, Николай Алексеевич, и мать, Мария Павловна, работали в колхозе. В семье было шестеро детей: три мальчика и три девочки. Алексей был вторым ребёнком в семье.
С 1935 по 1942 годы учился в Никольской семилетней школе. Последние годы учёбы совпали с войной. В 1942 году погиб старший брат Николай, а через месяц под Воронежем погиб отец.
В 1943 году призван в армию, но на фронт он не попал. Сначала служил в Средней Азии, а затем его перевели на Дальний Восток. За мужество и героизм, проявленные во время взятия города Баоцин (Китай), удостоен звания Героя Советского Союза.
В 1947 году демобилизован в звании ефрейтора. Член ВКП(б) с 1950 года.
Жил в Ленинграде, работал шофёром. 18 июня 1950 года был задержан в отделении милиции, где ему были нанесены травмы несовместимые с жизнью. Похоронен на Ново-Волковском кладбище.

## Награды
- Указом Президиума Верховного Совета СССР от 8 сентября 1945 года за образцовое выполнение боевых заданий командования на фронте борьбы с японскими милитаристами и проявленные при этом мужество и героизм красноармейцу Корелякову Алексею Николаевичу присвоено звание Героя Советского Союза с вручением ордена Ленина и медали «Золотая Звезда» (№ 8960).
- Награждён также медалями.

## Память

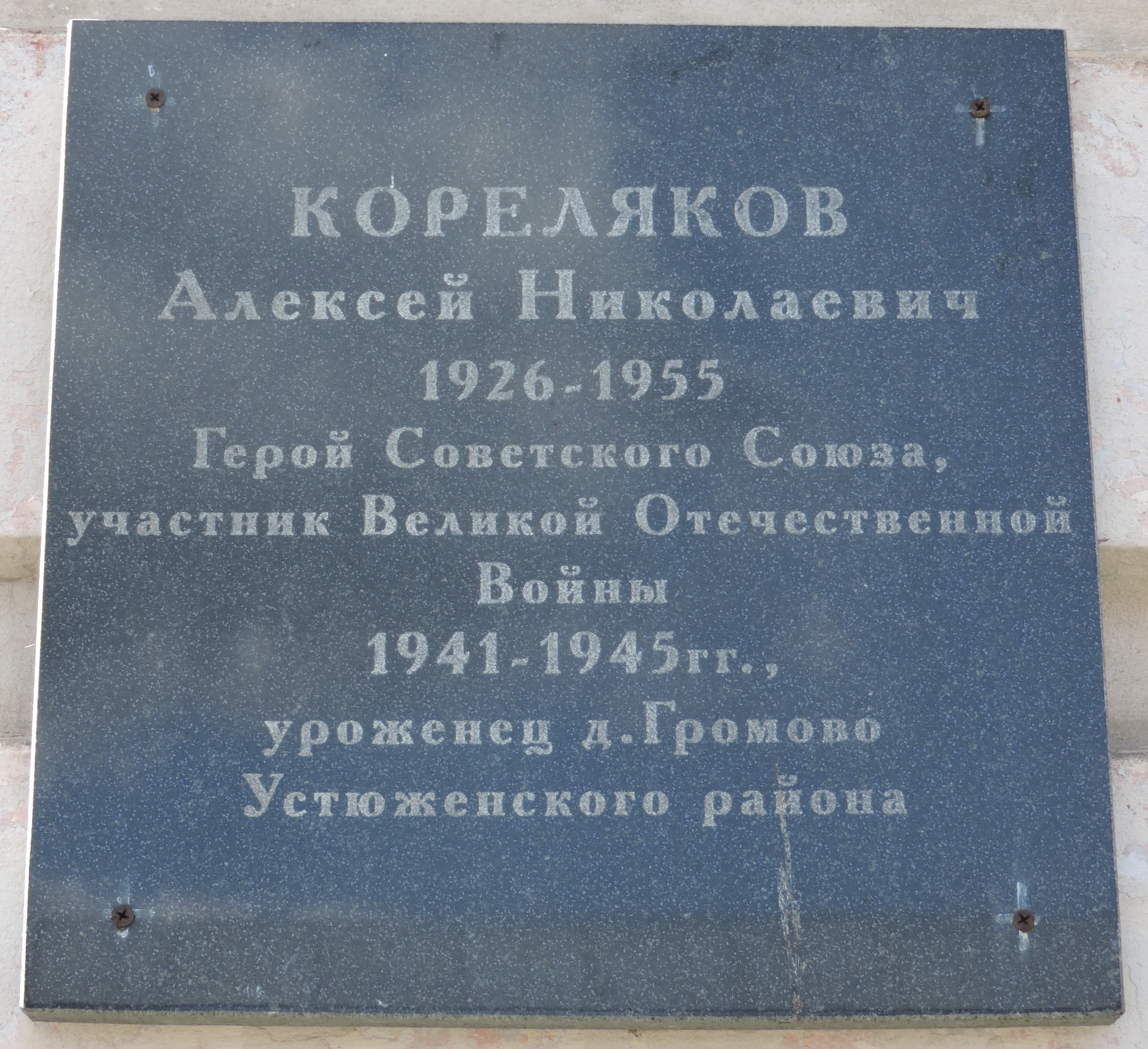
Мемориальная доска на улице Корелякова в Устюжне

- Именем Героя названа улица в городе Устюжна Вологодской области. На одном из домов установлена мемориальная доска (на ней датой смерти ошибочно указан 1955 год, см. фото).